# Turystyka religijna
Turystyka religijna – sektor turystyki, w którym podróże są powiązane z religią. Celem podróży mogą być:
- miejsca kultu religijnego oraz obiekty sakralne (sanktuaria, kościoły itp.)
- miejsca związane ze śmiercią i działalnością świętych
- pielgrzymka do grobów świętych
- wydarzenia religijne
- spotkania z autorytetami i osobistościami związanymi z religią

## Formy turystyki religijnej
Turystykę religijną możemy podzielić na:
- turystykę pielgrzymkową (turystykę pątniczą) – w której podstawowym celem jest modlitwa, kontemplacja, uczestnictwo w uroczystościach religijnych[1].
- turystykę religijno-poznawczą – w której głównym lub podstawowym motywem jest motyw poznawczy, turyści chcą zobaczyć i poznać historię oraz architekturę kultury religijnej, również miejsc świętych innych religii[1].

## Cechy ruchu pielgrzymkowego
Turystykę religijną cechuje:
- sezonowość, związana z kalendarzem świąt religijnych
- motywacja
- program oraz cel pielgrzymki
- wykorzystanie obiektów noclegowych o niższym standardzie (duża wrażliwość cenowa turystów)